# 第2號交響曲 (賀凡尼斯)
《第2號交響曲》，作品132，是美籍亞美尼亞作曲家賀凡尼斯的交響樂作品，標題稱為「神秘之山」（Mysterious Mountain），創作於1955年。這是賀凡尼斯的成名作，亦是他其中一首較常被演奏的曲目。樂曲於同年10月經全國廣播公司電台作首演，指揮為利奧波德·斯托科夫斯基。他三年後亦將本曲帶到歐洲及蘇聯作公演。作品的首個錄音，則由弗里茲·萊納帶領芝加哥交響樂團於1958年灌錄。
《第2號交響曲》和先前的《第1號交響曲》相距達19年，但顯然可見，《第2號交響曲》並非真正賀凡尼斯第2首寫成交響曲。首先，他曾於30年代及40年代把大量早期的作品燒毀，根據後來學者研究，最少應該有7首，另外，他早期的作品的編排亦較混亂，經重新整理後，發覺在第1及第2號交響曲之間，他另外寫成了6首交響曲，但編號上卻在第2號之後。如此一算，他這近廿年間最少已寫成了有13首交響曲。

## 背景
據作曲家自己的解釋，「山」是一種符號，就如金字塔一樣。人類一直以來都嘗試對上帝有更深的認識。而山就好像是分隔世俗和神聖之地間的交匯處。「神秘之山」是一個幻像，它並不能量度，但比珠穆朗瑪峰更高。它或許只是一個孤獨的山峰而已，但卻是一個有力量的巨塔，超越了如富士山、亞拉拉特山、蒙纳德诺克山、沙斯塔山、大提頓峰等。

## 結構
全曲共分為三個樂章，演奏時間為17分鐘。
- 第1樂章：持續的行板（Andante con moto）

以模仿佛漢·威廉士的絃樂作品《泰利斯主題幻想曲》，將絃樂器分為18個聲部，以10/4節奏奏出如素歌般的樂段，及後由雙簧管引入新的旋律主題，其他木管樂器先後緊接，及後18聲部的絃樂重現，但和開首的不同，小號加入新的旋律副題，並擴展至其他管樂，最後在強奏中結束。
- 第2樂章：雙賦格曲（Double Fugue）：莊嚴的中板（Moderato Maestoso）－活躍的快板（Allegro Vivo）

以分為10部的絃樂為主導的雙賦格曲。先為4部單賦格曲式，當管樂器開始加入時，絃樂團則變為雙賦格樂段。中段速度轉為，第1小提琴奏出以16分音符及8分音符組成的新賦格主題，其他絃樂器隨後加入，並加以發展，及後不同的銅管樂重覆晌起開頭的賦格旋律，最後樂隊以如第1樂章般的素歌模式在強奏中結束。
- 第3樂章：富感情的行板（Andante espressivo）－持續的（Con moto）－稍為如歌地（Con Cantabile）－富感情的行板（Andante espressivo）

和第1樂章相同，同樣以素歌方式來表達，以弱音圓號及長號奏出 7/4 節奏的旋律，隨即在定音鼓的頑固節奏（rhythmic ostinato）中，豎琴先奏出4小節的由8分音符組成的節奏型旋律，及後絃樂依次加入，但改以16分碎音彈奏，前後共7次，及後絃樂重現第1旋律，並以首樂章時的18個分部奏出及擴展，鋼片琴的分解和絃帶進如歌地的段落，由雙簧管、單簧管、低音單簧管帶出以二分音符為主的新主題，其他管樂器作伴奏，最後一段，18部絃樂的第一主題重現，其他樂器陸續加入，全體最後以最大聲的聲量結束。

## 配器
- 木管樂器：3長笛、2雙簧管、英國管、2單簧管、低音單簧管、2巴松管、低音巴松管
- 銅管樂器：5圓號、3小號、3長號、大號
- 敲擊樂器：定音鼓
- 鍵盤樂器：鋼片琴
- 絃樂器：第1小提琴、第2小提琴、中提琴、大提琴、低音提琴、豎琴